# Шуба

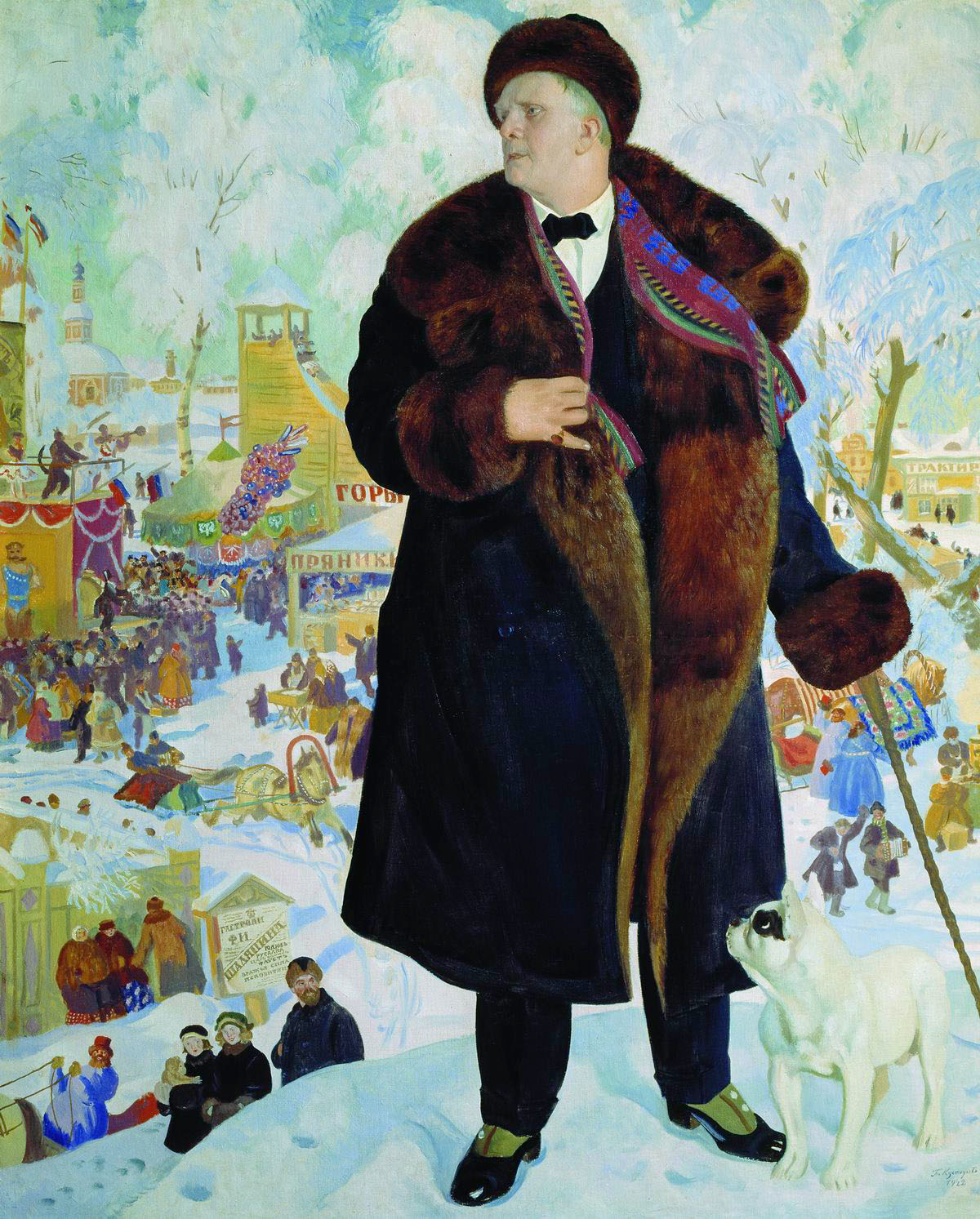
Б. М. Кустодиев. Портрет Ф. И. Шаляпина. 1922. Певец в синей крытой шубе

Не шей дублёной шубы, оброку прибавят.

Посулил боярин шубу, да не дал: ин слово его тепло.
Шу́ба — обобщённое название любой длинной верхней меховой одежды в России, известное с XV века. Слово «шуба» позаимствовано русским языком из немецкого, в котором словом «шаубе», перенятым в свою очередь из арабского, именуется средневековая мужская одежда на меху. До распространения слова «шуба» русские для обозначения меховой одежды использовали слово «кожух». Дорожная меховая одежда без застёжек, надевавшаяся дополнительно поверх шубы для поездок на дальние расстояния на санях, называлась тулупом.
Вплоть до конца XIX века в России шубами называли исключительно меховую одежду, шитую мехом внутрь. Шубы выворачивали мехом наружу только во время некоторых, преимущественно свадебных обрядов с ритуальными целями передачи плодородия и богатства. Сибирская доха мехом наружу вошла в российский обиход только во второй половине XIX века. И ещё в 1961 году «Товарный словарь» определял шубу как «зимнее мужское, женское или детское пальто с текстильным верхом, меховой подкладкой и меховым воротником», а её разновидность «с меховым верхом и меховой подкладкой» была указана как «доха». Женские крытые тканью шубы полностью вышли из употребления в XX веке.
Русские шили шубы разного покроя и двух видов: крытые и нагольные. Крытые шубы покрывались сверху тканью-«паволокой»: чёрным или синим домашним или фабричным сукном, китайкой, нанкой, трико или шёлком. Нагольные шубы изготавливали из дублёной овчины красновато-жёлтого цвета, дымлёной чёрной или сыромятной белой овчины. Широкое распространение получили двубортные шубы с прямыми полами и рукавами, в которые по бокам вшивали расширяющие клинья. Шубы всегда запахивались справа налево и застёгивались на крючки, схватки-пряжки или пуговицы из мягкой кожи, кости или дерева с кожаными петлями. Воротники могли быть кожаными или меховыми. Праздничные шубы покрывали дорогим фабричным сукном, обычно синего цвета, воротник, обшлага и правую полу оторачивали более дорогим мехом (соболем, белкой, куницей, бобром) или контрастного, чем мех шубы, цвета. В праздники шубу подпоясывали красным вязаным или суконным поясом. Шубы имели длину ниже колен и до щиколотки, полушубком называлась крестьянская верхняя одежда из овчины мехом внутрь, крытая сукном или нагольная, похожая на тулуп, но длиной до колен.

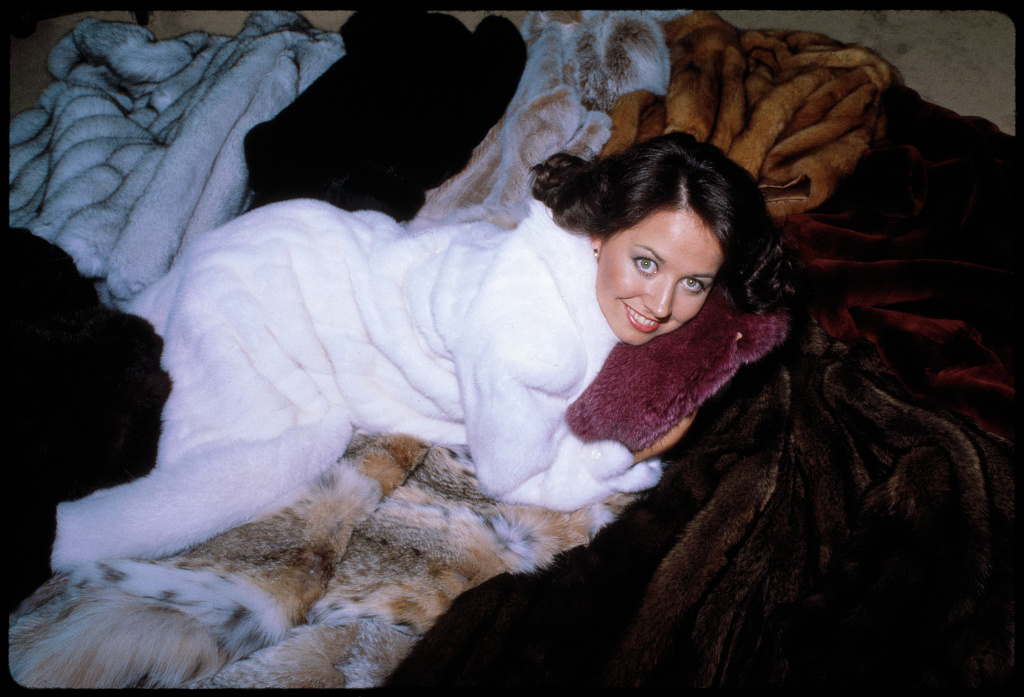
Мисс США Сьюзан Пауэлл из Элк-Сити позирует среди шуб

В средневековой Руси шуба представляла собой свободную или слегка приталенную распашную одежду, длиннополую или немного ниже колен, застёгивавшуюся на пуговицы, с отложным меховым воротником. Их шили не только из овчины, но и дорогих мехов: соболя, куницы, горностая, лисицы, песца, их крыли бархатом, парчой, украшали кружевом, вышивкой, серебряными пластинками, драгоценными камнями, серебряными пуговицами. Шуба являлась парадной одеждой у бояр и зажиточных горожан, в шубах прогуливались в праздничные дни, катались на санях, сидели за пиршественным столом. Бояре обычно носили дорогие шубы из соболей и лис — чернобурых, чёрных, серых и «сиводушчатых», а также из куниц и белок. Крепкие крестьяне могли позволить себе шубу из овчины или меха кролика. Наиболее ценными считались шубы из качественного меха — «пупков», с брюшка животного, с мягкой и редкой шерстью. «Черевий мех» — тоже с брюшка, но с большей его площади. Ещё менее ценный мех — «хребты», со спины, более густой, пушистый и прочный, но более грубый. Шубы выступали символом достатка, у богатой купеческой невесты в приданом могло быть с полдюжины разных шуб, крестьянская семья копила на шубу дочери или сыну по нескольку лет. Шубы тщательно хранили и передавали по наследству из поколения в поколение. Шубы считались ценным подарком: ими награждали отличившихся на государственной службе, отправляли в дар иноземным королям, дарили иностранным послам. В петровские времена шубы с отложным воротником назывались русскими, с широкими рукавами, на турецкий манер — турскими, а с узким воротником и застёжкой у шеи — польскими. В XVIII—XIX веках получили распространение суженные в талии шубы «с перехватом» или «с пережимом», а отрезные по талии шубы вошли в моду в последней четверти XIX века, престижными стали считаться шубы «на бобрах» из камчатского бобра с проседью. На севере России в XVIII — первой половине XIX века городские модницы из купеческого сословия носили крытые шёлком и отороченные мехом чернобурой лисицы однобортные боярские шубки на беличьем или заячьем меху с отрезной по талии спинкой и длинными и широкими рукавами. Казачки на юге России с XVII века носили донские шубы на лисьем, беличьем, кошачьем меху, их с конца XIX века стали крыть чёрным блестящим ластиком. В XIX веке с улучшением качества выделки шкур появились красивые дублёные романовские шубы и полушубки из романовской овцы с тиснением и вышивкой шерстью, которые носили в основном провинциалы, а столичные жители их надевали, отправляясь на охоту.